# They Who Laugh Last...
They Who Laugh Last... är det brittiska oi!-/streetpunk-bandet Gundogs debutalbum, utgiven på LP av brittiska New Blood Records och på CD av svenska Sidekicks Records 1998.

## Låtlista
1. "Bouncer"
2. "Bring It Back"
3. "Boots"
4. "Life's Hard"
5. "Ponce"
6. "Paint"
7. "West London"
8. "Mr Nutter"
9. "Theory"
10. "Stupid Hippies"
11. "G-Man"
12. "At the Front"

## Medverkande musiker
- Danny Bowman - bas
- Brian Hayter - sång
- Tarik Majeed - trummor
- Amir Majeed - gitarr
- James Ovens - gitarr

### Fotnoter
1. ↑  ”They Who Laugh Last...”. Discogs.com. http://www.discogs.com/Gundog-They-Who-Laugh-Last/release/2003500. Läst 13 april 2012.